# La Coronació de la Verge (Museu d'El Prado)
La Coronació de la Verge, actualment al Museu del Prado, és -segons Harold Wethey- una de les cinc versions autògrafes conegudes realitzades per El Greco sobre aquest tema. En els inventaris realitzats per Jorge Manuel Theotocópuli després de la mort del seu pare, apareixen tres versions d'aquesta temática en el primer inventari, i cinc en el segon. Aquests llenços inventariats no poden identificar-se amb seguretat amb les versions avui conegudes.

## Temàtica de l'obra
Segons Harold Edwin Wethey, el model iconogràfic varia molt poc en les cinc versions, tot i que en les variants de la Capella de San José i del Retaule de Talavera, El Greco va afegir a la part inferior sis sants com a espectadors, agrupats simètricament a dreta i esquerra. Tanmateix, el model fonamental de la part superior roman intacte.

## Anàlisi de l'obra
- Signat amb lletres cursives gregues, actualment fragmentàries, a la bart baixa del centre: δομήνικος Θεοτοκó...,εποíει (doménikos theotokó.... e`poíei)

L'extraordinària qualitat d'aquest llenç va quedar de manifest després de la neteja de l'any 1962.
Maria apareix sobre una gran lluna creixent, amb la qual cosa esdevé una Immaculada Concepció. En aquesta obra El Greco mostra una acurada cal·ligrafia pictórica, realitzada amb una reduïda gamma de colors carmí, blau, blanc i groc, però de gran desenvolupament tonal i de delicada lluminositat. No se sap quina és la procèdencia primera d'aquesta obra. Potser va pertànyer a don Agustín de Hierro, membre del Consell de Castella, que va tenir vàries obres d'El Greco. També hom l'ha relacionat amb una obra d'aquesta temática inventariada l'any 1810 en el Palau Reial de Madrid.

## Procedència
- Miguel Borondo, Madrid.
- Pablo Bosch, Madrid.
- llegat al Museu d'El Prado l'any 1916.